# Spainsat NG
Spainsat NG est un programme espagnol de satellites de communication visant à développer des satellites de nouvelle génération pour répondre aux besoins de communications sécurisées du gouvernement et de l'armée en Espagne.

## Description
La gestion industrielle du programme est assurée par un consortium de quatre contractants : Airbus Defence and Space en Espagne et en France, et Thales Alenia Space en Espagne et en France,,. D'autres entreprises du secteur spatial espagnol participeront également, telles qu'Acorde, Anteral, Arquimea, Crisa, GMV, Iberespacio, Indra, Sener et Tecnobit (es). La participation publique inclut le Ministère de la Défense, le Ministère de l'Industrie, du Commerce et du Tourisme, le Centro para el Desarrollo Tecnológico Industrial (es), l'INTA et l'ESA. L'opérateur sera Hisdesat.
Le programme Spainsat NG comprend deux satellites, Spainsat NG I et Spainsat NG II, qui seront situés en orbite géostationnaire et opéreront en bande X, bande Ka militaire et UHF. Ces satellites seront basés sur la plate-forme Eurostar Neo, le nouveau produit satellite géostationnaire de télécommunications d'Airbus. Cette plate-forme est une évolution significative de la plate-forme fiable Eurostar. Les charges utiles de communication des deux satellites seront fournies par l'industrie espagnole, Airbus en Espagne étant responsable de la charge utile en bande X et Thales Alenia Space en Espagne étant responsable des charges utiles en bande Ka et UHF.
Les satellites auront une protection contre les interférences, ainsi que la capacité de géolocalisation avec précision l'origine de l'interférence, et auront probablement aussi une protection contre les explosions nucléaires à haute altitude (en) (HANE).
En octobre 2020 le programme Spainsat NG a passé la revue de projet de définition préliminaire et en décembre 2021 il a passé la revue de projet de définition critique.
Le premier satellite, Spainsat NG I, a été lancé le 30 janvier 2025 et occupe la position 29º E GEO, en remplacement du satellite XTAR-EUR. Le second, Spainsat NG II, sera lancé plus tard en 2025 et occupera la position 30º W GEO, en remplacement du satellite Spainsat. Les satellites Spainsat NG auront une durée de vie opérationnelle de 15 ans, restant en service jusqu'en 2040. Les deux lancements seront effectués par une fusée Falcon 9 de SpaceX.